# Auldhame Castle

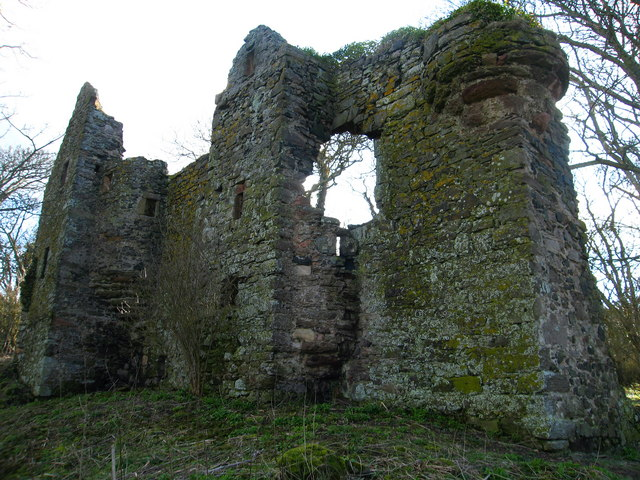
Ruinen von Auldhame Castle

Auldhame Castle, auch St Baldred’s House ist die Ruine eines Wohnturms mit L-förmigem Grundriss auf einer Hügelkette über dem Strand von Seacliff, etwa fünf Kilometer nördlich von North Berwick in der schottischen Council Area East Lothian. Tantallon Castle ist nur etwa 800 Meter entfernt.

## Beschreibung
Die Burg wurde im 16. Jahrhundert erbaut, vermutlich für Adam Otterburn of Reidhall, Lord Provost of Edinburgh. Auldhame Castle bestand aus einem dreistöckigen Hauptblock mit einem angebauten Treppenturm. Ein Teil des Gewölbekellers ist bis heute erhalten, aber die oberen Geschosse sind größtenteils verschwunden. Es ist einer von drei Orten, an denen der Heilige Baldred von Tyningham 756 begraben worden sein soll.
Die Ruine ist als Scheduled Monument denkmalgeschützt.